# エーブ自動車工業
エーブ自動車工業（エーブじどうしゃこうぎょう）は、かつて日本に存在していたオートバイメーカーである。

## 概要
1950年、目黒製作所に取締役として在籍していた阿部理八が独立し、東京都目黒区唐ヶ崎にエーブモーターとして創業した。名前は阿部の英語読みとして付けた。当初は小型車エーブスターA1を目黒製作所に発注して製造させていた。
1952年にオートバイ製造を始め、エーブスターCV350を送り出した。4本フォーク、Vツインエンジンなど当時のクラス最高級モデルであった。
1954年10月に一度倒産してしまうが、1955年に名古屋の小林モータースが東京都目黒区目黒1丁目においてエーブ自動車工業を設立した。
1957年に休業し、小林モータースがブランドを引き継ぎエーブFKを生産したが、1959年伊勢湾台風で工場が水害に遭い廃業した。

## シリーズ車種
- エーブスターA1（1950年発売） - 4ストロークサイドバルブ単気筒142ccエンジン。
- エーブスターBR（1951年発売） - 4ストロークOHV単気筒142ccエンジン。
- エーブスターCV350（1952年発売） - 4ストロークOHV2バルブV型2気筒338cc、11.8PS/4,200rpm、2.2kgm/3,000rpmエンジン。
- エーブスターFL（1956年発売） - 4ストローク単気筒248cc、10.2PS/5,200rpm、1.6kgm/4,000rpmエンジン。
- エーブスターFK（1959年発売） - 4ストローク単気筒249cc、11PS/5,400rpmエンジン。ロータリー式トランスミッション採用のスポーツモデル。世界で初めて現在のギア数を示すパイロットランプを装備していた。
- エーブFA
- エーブFK（1959年発売） - 4ストロークOHV2バルブ単気筒249cc、10.2PS/5,200rpm、1.6kgm/4,000rpmエンジン。